# Lò Ngân Sủn
Lò Ngân Sủn (1945-2013) là nhà thơ Việt Nam, được truy tặng Giải thưởng Nhà nước về Văn học Nghệ thuật năm 2017.

## Tiểu sử
Lò Ngân Sủn sinh ngày 26 tháng 4 năm 1945 tại Bản Vền, xã Bản Qua, huyện Bát Xát, tỉnh Lào Cai. Ông là người dân tộc Giáy.
Từ năm 1963 đến 1970, ông là giáo viên dạy học tại quê. Từ năm 1971 đến 1979, ông chuyển sang làm quản lý giáo dục huyện Bát Xát. Năm 1988, ông làm Phó chủ tịch Hội Văn nghệ tỉnh Hoàng Liên Sơn. Năm 1991 ông là hội viên Hội Nhà văn Việt Nam. Năm 1992, ông làm Chủ tịch Hội Hội Văn học nghệ thuật Lao Cai.
Ông đã trải qua các chức vụ: Ủy viên Ban Chấp hành Hội Nhà văn Việt Nam khoá V; Ủy viên Ban Chấp hành Uỷ ban toàn quốc Liên hiệp các Hội Văn học Nghệ thuật Việt Nam; Chủ tịch Hội Văn học nghệ thuật các dân tộc thiểu số Việt Nam. Sau khi trúng vào Ban chấp hành Hội Nhà văn Việt Nam, ông được điều về công tác tại Hà Nội.
Ông qua đời ngày 15 tháng 12 năm 2013 tại Hà Nội vì căn bệnh ung thư, gia đình đã đưa đi hài ông về quê Lào Cai để an táng, theo tâm nguyện của ông.

## Sự nghiệp
Lò Ngân Sủn còn có bút danh văn học khác là: E Sun, Lô Quang Thuận.
Ông là tác giả bài thơ "Chiều biên giới". Chính từ bài thơ này được nhạc sĩ Trần Chung phổ nhạc thành ca khúc cùng tên phát thanh trên sóng Đài Tiếng nói Việt Nam sau chiến tranh biên giới 1979 mà công chúng biết nhiều tới ông. Tập thơ đầu tiên của ông cũng lấy tên là "Chiều biên giới" xuất bản năm 1989.
Suốt cuộc đời cầm bút, Lò Ngân Sủn đã để lại một di sản văn chương gồm: 26 tập thơ, 2 tập truyện ký, một tập sưu tầm - dịch, 5 tập sách nghiên cứu, tiểu luận - phê bình. Các tác phẩm của ông phần lớn viết về vùng cao với các bản làng như: Chiều biên giới; Những người con của núi; Đám cưới; Đường dốc; Con của núi (2 tập); Lều nương...
Trong lĩnh vực văn chương, ông đã có 16 giải thưởng, tặng thưởng từ Trung ương đến địa phương. Một số tác phẩm của ông đã giành được các giải thưởng cao về văn học như: tập thơ Những người con của núi giành Giải B Văn học Dân tộc thiểu số của Hội Nhà văn Việt Nam năm 1992; tập thơ Đám cưới giành Giải A của Uỷ ban toàn quốc Liên hiệp các Hội Văn học Nghệ thuật Việt Nam năm 1993; tập thơ Dòng sông mây giành Giải B của Uỷ ban toàn quốc Liên hiệp các Hội Văn học Nghệ thuật Việt Nam năm 1995; tập thơ Lều nương giành Giải thưởng của Hội Nhà văn Việt Nam năm 1997.
Năm 2017, ông được truy tặng Giải thưởng Nhà nước về Văn học Nghệ thuật với các tập thơ: Con của núi; Đám cưới; Dòng sông mây; Tôi là một ngọn gió; Lều nương.

## Tác phẩm chính
- Chiều biên giới (thơ, 1989);
- Con của núi (thơ, 1990);
- Đám cưới (thơ, 1992);
- Dòng sông mây (thơ, 1995);
- Lều nương (1995);
- Thơ Lò Ngân Sủn (thơ, 1996);
- Tôi là một ngọn gió (1998);
- Chất trữ tình trong dân ca thiểu số (2005);
- Có hoa mừng hoa, có nụ mừng nụ (2006).[1]

## Vinh danh
- Giải thưởng Nhà nước về Văn học Nghệ thuật năm 2017

### Giải thưởng văn học
- Giải B Văn học Dân tộc thiểu số của Hội Nhà văn Việt Nam 1992;
- Giải A của Uỷ ban toàn quốc Liên hiệp các Hội Văn học & Nghệ thuật Việt Nam 1993;
- Giải B của Uỷ ban toàn quốc Liên hiệp các Hội Văn học & Nghệ thuật Việt Nam 1995;
- Giải thưởng của Hội Nhà văn 1997.